# Phaenoglyphis xanthochroa
Phaenoglyphis xanthochroa är en stekelart som beskrevs av Förster 1869. Phaenoglyphis xanthochroa ingår i släktet Phaenoglyphis, och familjen glattsteklar. Arten är reproducerande i Sverige.